# J. J. Redick

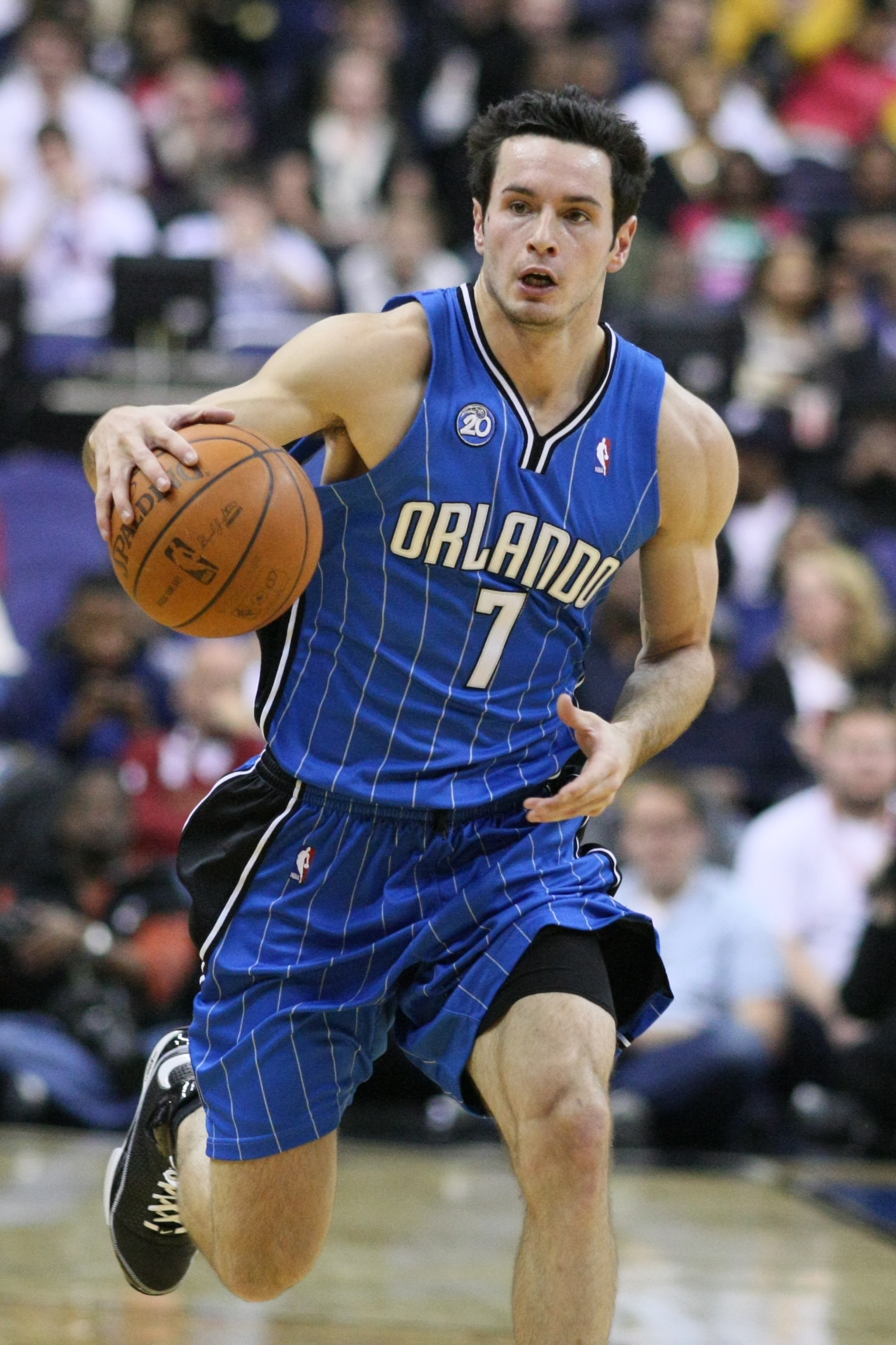
Redick nos seus primeiros anos no Orlando Magic.

Jonathan Clay "J. J." Redick (Cookeville, 24 de junho de 1984) é um ex-jogador e atual treinador de basquete norte-americano. Atualmente, é treinador do Los Angeles Lakers.
Foi a 11ª escolha no Draft de 2006 da NBA, pelo Orlando Magic. Durante seus anos na faculdade, Redick chegou a jogar pela Universade de Duke. A camisa de Redick foi aposentada pela Universidade de Duke, dia 4 de fevereiro de 2007.
Redick é conhecido por ter sido um ótimo pontuador na linha de três pontos e por seu alto índice de acertos na linha de lance livre. É considerado um dos melhores jogadores da Universidade de Duke, tendo, até hoje, o recorde de mais pontos em uma única temporada. Também, liderando a mesma universidade como o maior pontuador de todos os tempos.
Em janeiro de 2016, Redick lançou um podcast no Yahoo! Esportes. Ele foi o primeiro jogador ativo da NBA e o segundo atleta profissional ativo a apresentar um podcast. Após sua aposentadoria, Redick tornou-se analista esportivo da ESPN.

## Carreira na NBA

### Orlando Magic (2006–2013)
Redick foi selecionado como a 11ª escolha no Draft da NBA de 2006, pelo Orlando Magic. Olheiros da época falavam bastante sobre sua habilidade de arremesso e inteligência na quadra, porém questionavam sobre suas habilidades defensivas e especulavam que ele não era tão alto ou atlético o suficiente para criar seus próprios arremessos na NBA. Essas especulações dos olheiros da época foram feitas durante o jogo de Duke (sua universidade) contra LSU, no torneio da NCAA, em 2006. Garrett Temple, um armador de 1,95 m da LSU, conhecido por seu atleticismo e grande envergadura, perseguiu Redick durante todo o jogo. Retirado de seu ritmo normal, Redick, o segundo mair pontuador da nação naquela época, terminou a partida com uma de suas piores performances, chutando 3 de 18 da linha do garrafão e pontuando apenas 11 pontos num jogo onde sua universidade, Duke, saiu com a derrota.
Em uma entrevista com o Charlotte Observer, Redick disse: "Eu acho que eu vou ser um jogador mais de suporte, como 80 por cento dos jogadores na liga são. Eu não espero ser uma estrela, eu só vou chutar, ser um jogador da equipe." Na época ele foi movido para a posição de ala-armador, porém como backup de um veterano bem conhecido de Duke, Grant Hill. Como profissional, Redick estava tendo tempos de quadra bastante limitados, porém após uma lesão de Hill, Redick foi colocado na rotação do time. Redick, em comparação com o resto de sua temporada como um rookie, mostrou um ótimo resultado apenas no início de fevereiro, chegando a bater dois dígitos (double-double) nos 4 dos 5 jogos, com uma média de 9 pontos.

J.J. atuando pelo Clippers.

Redick competiu contra Trevor Ariza e Keith Bogans para a vaga de ala-armador do time, na temporada de 2007-08. Por conta de sua péssima performance defensiva na pré-temporada, Redick foi descartado da vaga. Ficou praticamente toda a temporada como reserva e viu sua oportunidade ir por água abaixo após sentir espasmos nas costas. Mesmo assim, voltou para a rotação após Ariza ser negociado para o Los Angeles Lakers no início da temporada. Em janeiro de 2008, Redick postou em seu blog pessoal que estaria "frustrado porque foi comprovado que mesmo se eu continuar jogando bem, mesmo com poucos minutos em quadra, nada vai mudar."
Foi relatado em 31 de janeiro de 2008, que Redick pediu ao seu agente, Arn Tellem, para ver sobre uma possível troca. "Queremos ver o que está lá fora", disse Redick ao Orlando Sentinel, "Eu quero ficar aqui, mas tem sido muito frustrante." Treinador do Orlando Magic, Stan Van Gundy respondeu: "Neste momento está muito complicado de encaixá-lo no time. E eu digo que é frustrante e difícil ao mesmo tempo mantê-lo sentado no banco. Estamos indo muito bem na temporada, então provavelmente não será nenhum problema se colocarmos ele pra jogar agora." O Orlando Magic confirmou o comentário de Van Gundy, afirmando que ele não receberia mais minutos e muito menos uma troca antes de 21 de fevereiro. No último jogo da temporada, com as portas da playoffs já fechadas, Redick recebeu mais tempo para do que ele já teve em toda a temporada e liderou o Magic, fazendo 18 pontos pela primeira vez em sua carreira.
Na temporada de 2008-09, os minutos em quadra de Redick começaram a aumentar, com médias de 17,4 minutos por jogo ao contrário dos 8,1 minutos da temporada anterior, e jogando em 64 jogos ao invés de 34. Ele também teve uma média de 6 pontos naquela temporada, igualando sua temporada inicial, porém jogando muito mais jogos.
28 de março de 2010 foi uma noite de recordes da sua carreira, em rebotes (7), assistências (8) e minutos jogados (46), na mesma época em que Vince Carter se machucou em apenas 95 segundos de jogo. Por conta de uma lesão de Mickael Pietrus, Redick foi colocado para jogar aquela partida inteira. Ele liderou o time em pontuação, chegando a 23 pontos, com apenas um turnover. Em 9 de julho de 2010, o Chicago Bulls quase assinou um contrato de três anos com Redick, num valor de $19 milhões, porém o Magic deteve os direitos de Redick após dar um valor maior, em 16 de julho de 2010. Em 25 de abril de 2012, Redick conseguiu bater um recorde na sua carreira com o Orlando Magic, pontuando 31 pontos contra o Charlotte Bobcats, incluindo 6 de 10 na linha de três pontos e 7/7 da linha de lance livre.

## Estatísticas
|  | Líder da liga |

### NBA

#### Temporada regular
| Ano      | Equipe        | PJ  | PT  | MPJ  | AP   | 3P   | LL   | RT  | AS  | BR | TO | PPJ  |
| -------- | ------------- | --- | --- | ---- | ---- | ---- | ---- | --- | --- | -- | -- | ---- |
| 2006-07  | Orlando       | 42  | 0   | 14.8 | .410 | .388 | .900 | 1.2 | .9  | .3 | .0 | 6.0  |
| 2007-08  | Orlando       | 34  | 0   | 8.1  | .444 | .395 | .794 | .7  | .5  | .1 | .0 | 4.1  |
| 2008-09  | Orlando       | 64  | 5   | 17.4 | .391 | .374 | .871 | 1.7 | 1.1 | .3 | .0 | 6.0  |
| 2009-10  | Orlando       | 82  | 9   | 22.0 | .439 | .405 | .860 | 1.9 | 1.9 | .3 | .0 | 9.6  |
| 2010-11  | Orlando       | 59  | 5   | 25.4 | .441 | .397 | .875 | 1.9 | 1.7 | .5 | .0 | 10.1 |
| 2011-12  | Orlando       | 65  | 22  | 27.2 | .425 | .418 | .911 | 2.3 | 2.5 | .4 | .1 | 11.6 |
| 2012-13  | Orlando       | 50  | 11  | 31.5 | .450 | .390 | .891 | 2.4 | 4.4 | .6 | .1 | 15.1 |
| 2012-13  | Milwaukee     | 28  | 2   | 28.7 | .403 | .318 | .918 | 1.9 | 2.7 | .3 | .1 | 12.3 |
| 2013-14  | L.A. Clippers | 35  | 34  | 28.2 | .455 | .395 | .915 | 2.1 | 2.2 | .8 | .1 | 15.2 |
| 2014-15  | L.A. Clippers | 78  | 78  | 30.9 | .477 | .437 | .901 | 2.1 | 1.8 | .5 | .1 | 16.4 |
| 2015-16  | L.A. Clippers | 75  | 75  | 28.0 | .480 | .475 | .888 | 1.9 | 1.4 | .6 | .1 | 16.3 |
| 2016-17  | L.A. Clippers | 78  | 78  | 28.2 | .445 | .429 | .891 | 2.2 | 1.4 | .7 | .2 | 15.0 |
| 2017-18  | Philadelphia  | 70  | 70  | 30.2 | .460 | .420 | .904 | 2.5 | 3.0 | .5 | .1 | 17.1 |
| 2018-19  | Philadelphia  | 76  | 63  | 31.3 | .440 | .397 | .894 | 2.4 | 2.7 | .4 | .2 | 18.1 |
| 2019-20  | Pelicans      | 60  | 36  | 26.3 | .453 | .453 | .892 | 2.5 | 2.0 | .3 | .2 | 15.3 |
| 2020-21  | Pelicans      | 31  | 0   | 18.6 | .407 | .364 | .957 | 1.7 | 1.3 | .3 | .1 | 8.7  |
| 2020-21  | Dallas        | 13  | 0   | 11.3 | .358 | .395 | .800 | .9  | .8  | .2 | .1 | 4.4  |
| Carreira | Carreira      | 940 | 488 | 25.5 | .447 | .415 | .892 | 2.0 | 2.0 | .4 | .4 | 12.8 |

#### Playoffs
| Ano      | Equipe        | PJ  | PT | MPJ  | AP   | 3P    | LL    | RT  | AS  | BR | TO | PPJ  |
| -------- | ------------- | --- | -- | ---- | ---- | ----- | ----- | --- | --- | -- | -- | ---- |
| 2007     | Orlando       | 1   | 0  | 11.0 | .500 | 1.000 | .000  | .0  | 2.0 | .0 | .0 | 3.0  |
| 2008     | Orlando       | 2   | 0  | 5.0  | .000 | .000  | .000  | .5  | .0  | .0 | .0 | .0   |
| 2009     | Orlando       | 16  | .8 | 20.4 | .373 | .404  | .929  | 1.2 | 1.9 | .5 | .6 | 6.0  |
| 2010     | Orlando       | 14  | 0  | 19.2 | .423 | .429  | .857  | 1.7 | 1.4 | .7 | .0 | 7.5  |
| 2011     | Orlando       | 6   | 0  | 20.0 | .357 | .067  | .750  | 1.8 | 1.0 | .2 | .2 | 6.7  |
| 2012     | Orlando       | 5   | 0  | 24.6 | .432 | .211  | .857  | 1.0 | 3.2 | .2 | .0 | 10.8 |
| 2013     | Milwaukee     | 4   | 0  | 17.3 | .440 | .333  | 1.000 | .8  | 1.3 | .3 | .0 | 7.3  |
| 2014     | L.A. Clippers | 13  | 13 | 27.0 | .459 | .400  | .962  | 1.7 | 1.5 | .8 | .0 | 13.3 |
| 2015     | L.A. Clippers | 14  | 14 | 38.6 | .435 | .398  | .943  | 2.1 | 1.7 | .7 | .4 | 14.9 |
| 2016     | L.A. Clippers | 13  | 13 | 27.7 | .430 | .355  | .667  | 2.0 | .8  | .2 | .2 | 13.5 |
| 2017     | L.A. Clippers | 7   | 7  | 29.4 | .380 | .346  | .850  | 1.7 | .9  | .3 | .0 | 9.1  |
| 2018     | Philadelphia  | 10  | 10 | 34.2 | .444 | .347  | .857  | 1.5 | 2.6 | .8 | .1 | 18.2 |
| 2019     | Philadelphia  | 12  | 12 | 31.3 | .435 | .414  | .850  | 1.4 | 1.6 | .1 | .3 | 13.4 |
| Carreira | Carreira      | 110 | 70 | 26.5 | .425 | .371  | .879  | 1.6 | 1.6 | .5 | .1 | 10.9 |

### Basquete universitário
| Ano      | Equipe   | PJ  | PT  | MPJ  | AP   | 3P   | LL   | RT  | AS  | BR  | TO | PPJ  |
| -------- | -------- | --- | --- | ---- | ---- | ---- | ---- | --- | --- | --- | -- | ---- |
| 2002–03  | Duke     | 33  | 30  | 30.7 | .413 | .399 | .919 | 2.5 | 2.0 | 1.2 | .1 | 15.0 |
| 2003–04  | Duke     | 37  | 35  | 31.1 | .423 | .395 | .953 | 3.1 | 1.6 | .7  | .1 | 15.9 |
| 2004–05  | Duke     | 33  | 33  | 37.3 | .408 | .403 | .938 | 3.3 | 2.6 | 1.1 | .1 | 21.8 |
| 2005–06  | Duke     | 36  | 36  | 37.1 | .470 | .421 | .863 | 2.0 | 2.6 | 1.4 | .1 | 26.8 |
| Carreira | Carreira | 139 | 134 | 34.0 | .433 | .406 | .912 | 2.7 | 2.2 | 1.1 | .1 | 19.9 |